# Набу (божество)

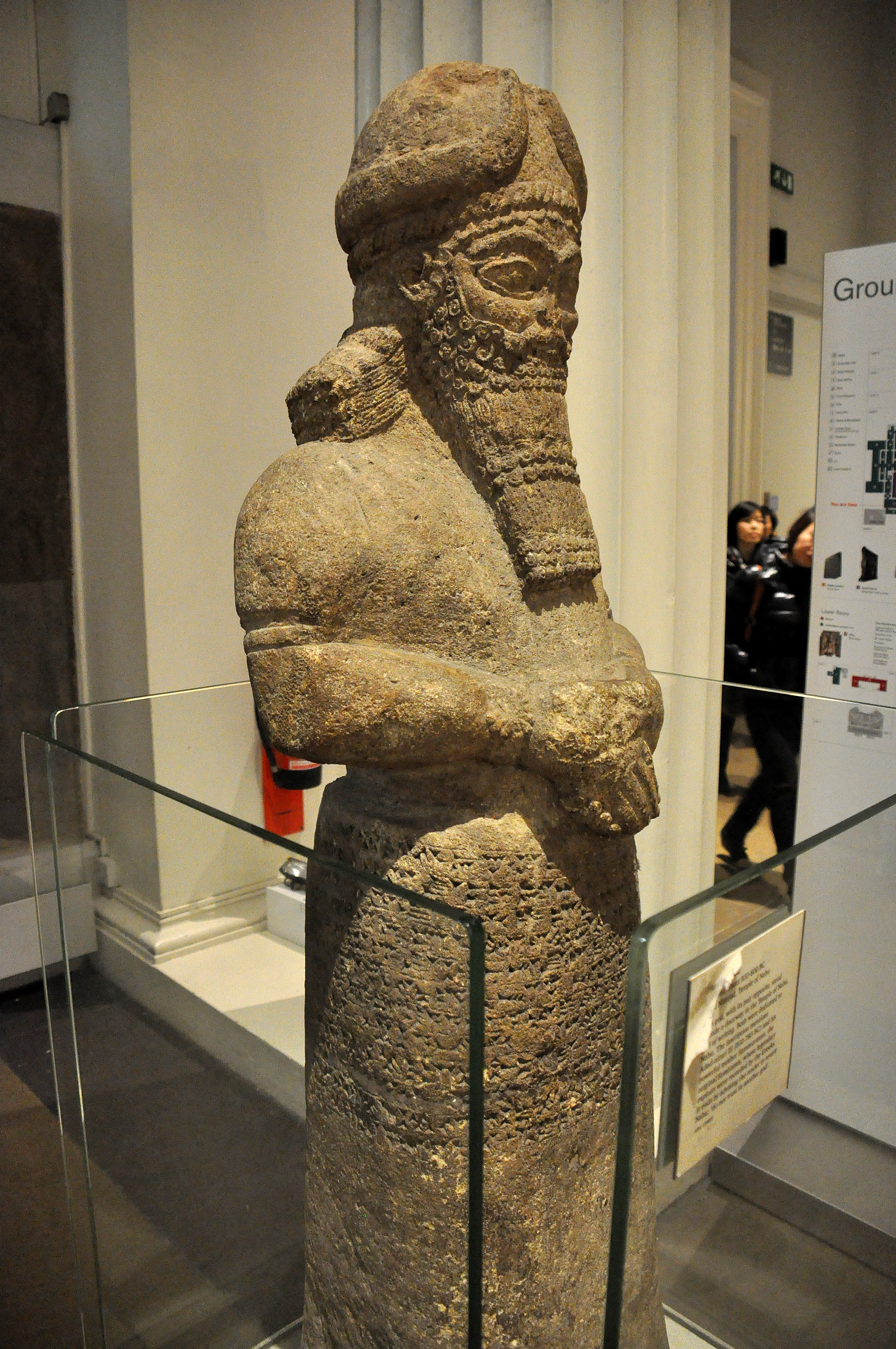
Статуя з храму Набу в Британському музеї

Набу — божество вавилонського пантеону. Набу був богом писарів і покровителем мудрості та наук. Він вважався сином та довіреним Мардука, і його значення зростало разом із батьковим. Тісні стосунки між цими богами підкреслювалися тим, що їхні головні святилища містилися поруч — у Вавилоні та Борсіппі. Набу також був писарем Мардука й писав для нього таблиці доль, завдяки чому користувався неабияким впливом. Його символ - палички для письма. Одночасно Набу вшановували як бога рослинності.